# Hannunluoto (ö i Satakunta)
Hannunluoto är en ö i Finland. Den ligger i sjön Sääksjärvi och i kommunen Kumo i den ekonomiska regionen  Björneborgs ekonomiska region  och landskapet Satakunta, i den sydvästra delen av landet, 200 km nordväst om huvudstaden Helsingfors. Öns area är 1,3 hektar och dess största längd är 220 meter i sydöst-nordvästlig riktning.